# Xã Delhi, Quận Hamilton, Ohio
Xã Delhi (tiếng Anh: Delhi Township) là một xã thuộc quận Hamilton, tiểu bang Ohio, Hoa Kỳ. Năm 2010, dân số của xã này là 29.510 người.